# 伊東秀人
伊東 秀人（いとうひでと、1966年（昭和41年）4月9日 - ）は、日本の スキーヤー
蔵王温泉（山形県山形市）出身。
山形県スキー連盟所属。
蔵王温泉スポーツ大使。
全日本スキー連盟元ナショナルチーム（1982-1992）。元ナショナルデモンストレーター（1993-2009）。
フランス国家スキー検定教師。
現在はプロスキーヤーとして選手や一般のスキーヤー指導、スキーイベントプロデュースなど活躍中。
同じくデモンストレーターの伊東秀朗は弟。
実家は蔵王温泉でペンションぼくのうち ・ローソン山形蔵王温店・
 山形県観光物産会館で「ファーストフード・エフワン 」を営んでいる。

## 来歴
中学時代からアルペンスキーで頭角を現し、日本大学山形高等学校時代に国体の少年組優勝を皮切りに全国的なスキー選手として認知される。全日本ナショナルチームに10年間在籍（1982年-1992年）。高校卒業後の3年間のフランススキー修行によって、世界選手権大会出場、アジア冬季大会銀メダル、全日本選手権優勝など、国内外が認めるレベルのスキーヤーに成長。1991-1992シーズン限りで競技から引退したのを機に、基礎スキーとカテゴリーされる分野に転向し全日本スキー技術選手権大会に出場しトップレベルでの成績を残す。またナショナルデモンストレーターとして活動（1994年- ）、レーサーとしての経験、またフランス国家検定スキー教師取得などを基にスキーシーンでの歴史に残る活動を展開する。
現在、樹氷で名高い蔵王温泉を拠点としながら、国内外でスキーイベントやスキーキャンプを開催中。伊東秀人ファンクラブ「RaiseHi」会長でもある。

## 主な競技歴
- 1985年第40回国体大回転少年組　優勝[1]
- 1990年第68回全日本スキー選手権回転　優勝[2]
- 1990年アジア冬季競技大会男子回転　銀メダル [3]
- 1991年アルペンスキー世界選手権男子回転 22位[4]